# Renaison
Renaison é uma comuna francesa na região administrativa de Auvérnia-Ródano-Alpes, no departamento de Loire. Estende-se por uma área de 23,04 km². Em 2010 a comuna tinha 3 276 habitantes (densidade: 142,2 hab./km²).